# Consiglio superiore delle forze armate
Il Consiglio superiore delle forze armate è stato un organo di alta consulenza del ministro della Difesa italiano, in vigore dal 1951 al 2013.

## Storia
Istituito nel 1951aveva il compito di dare il suo parere, in alcuni casi obbligatorio, su varie materie attinenti alle forze armate.
Le questioni più importanti per cui veniva sentito il consiglio erano le questioni sugli ordinamenti militari e la preparazione organica e bellica delle forze armate italiane e di ciascuna di esse, le clausole di carattere militare da inserire nei trattati e convenzioni internazionali e le proposte in ordine alla formazione dello stato di previsione del ministero della Difesa.
Il ministro della Difesa, o il sottosegretario di Stato da lui delegato, e il capo di Stato maggiore della difesa, o il sottocapo di stato maggiore della difesa se da lui delegato, avevano diritto di partecipare alle riunioni, e il ministro della Difesa poteva chiedere, anche su proposta del capo di stato maggiore alla difesa o del segretario generale della difesa, l'iscrizione all'ordine del giorno dei lavori del Consiglio di ogni altra questione di interesse tecnico, militare o amministrativo.
È stato soppresso nel 2013 a seguito del disposto dalla Legge 31.12.2012 n. 244 che all'art. 5 recita "1. Il  Consiglio  superiore  delle  Forze  armate  è  soppresso  a decorrere dal sesto mese successivo alla data di  entrata  in  vigore della presente legge e,  conseguentemente,  dalla  medesima  data  è abrogato l'articolo 23 del codice dell'ordinamento militare". 

## Presidente
Il presidente del Consiglio veniva nominato con decreto del presidente della Repubblica, su proposta del ministro della Difesa; i vice presidenti erano nominati con decreto del ministro della Difesa. Al presidente competeva di convocare il Consiglio fissandone l'ordine del giorno, e deliberare, a maggioranza dei presenti, a condizione che fosse presente almeno la metà dei membri ordinari e straordinari convocati; le votazioni avvenivano con voto palese espresso in ordine inverso di grado o di anzianità e in caso di parità prevaleva il voto del presidente.

### Cronotassi dei presidenti
- Generale Alberto Briganti dal 1952
- Gen. C.a Aldo De Marco dal 1968
- Gen. C.a. Giuseppe Calamani (1980-1982)
- Gen. C.a. Luigi Poli (1985-1987)
- ?Gen. C.A. Antonio Viesti (1993-1994)
- Amm. Sq. Luigi Lillo (2001-2002)
- Gen. Aldo Varda (2002)
- Amm. Sq. Paolo Mancinelli (2002-2003)
- Gen. Sq.Aerea Ugo De Carolis (2003-2004)
- Gen. di Squadra Aerea Pasquale Garribba (2004)
- Amm. Sq. Manlio Galliccia (2004)
- Ten. Gen. Ferruccio Boriero (2004-2005)
- Amm. di Squadra Quinto Gramellini (2005-2006)
- Amm. Sq. Francesco Ricci (2006 - 2007)
- Gen. Gaetano Romeo (2007)
- Ammiraglio di Squadra Roberto Cesaretti (2007-2008)

## Composizione

### Membri ordinari con diritto di voto
Sono stati membri del Consiglio con diritto di voto:
- il segretario generale della difesa e i capi di stato maggiore delle singole forze armate, i quali potevano essere sostituiti rispettivamente da un vice segretario generale della difesa e dal sottocapo di Stato maggiore della forza armata di appartenenza;[3]
- un tenente generale delle armi di fanteria, cavalleria, artiglieria, genio o trasmissioni, un ammiraglio di squadra e un generale di squadra aerea, in servizio permanente effettivo, che abbiano il grado più elevato o siano i più anziani tra i parigrado delle tre forze armate, purché non rivestano le cariche di ministro, sottosegretario di Stato, consigliere militare del presidente della Repubblica, capo di gabinetto del ministro, capo di stato maggiore della difesa, capo di stato maggiore di una delle forze armate, segretario generale della difesa, comandante generale dell'Arma dei carabinieri, della Guardia di finanza o del Corpo delle capitanerie di porto e gli incarichi di presidente e vicepresidente del Consiglio viene assunto tra questi membri, nel rispettivo ordine di anzianità;[3]
- un magistrato del Consiglio di Stato e un avvocato dello Stato, i quali potevano essere sostituiti da supplenti, nominati, sia il magistrato e l'avvocato sia i loro supplenti, con decreto del ministro della Difesa, su designazione, rispettivamente, del presidente del Consiglio di Stato e dell'avvocato generale dello Stato;[3]
- un brigadiere generale o colonnello o grado equivalente (contrammiraglio o capitano di vascello per la Marina Militare), per ciascuna forza armata, e un dirigente di seconda fascia delle amministrazioni dello Stato, per ciascuna forza armata, con funzioni di relatori per gli affari militari, tecnici ed amministrativi, con i relatori nominati con decreto del ministro della Difesa, su proposta del competente capo di stato maggiore della forza armata di appartenenza, o del segretario generale per quanto riguarda i dirigenti civili.[3]

### Membri straordinari con diritto di voto
I membri straordinari del Consiglio, con diritto di voto, venivano convocati in relazione alla materia oggetto di esame; essi erano:
- il comandante generale dell'Arma dei carabinieri, il comandante generale della Guardia di finanza e il comandante generale delle capitanerie di porto;
- il Comandante operativo interforze e i Comandanti ispettori delle tre Forze armate;
- il procuratore generale militare presso la Corte suprema di cassazione;